# Joe Hockey

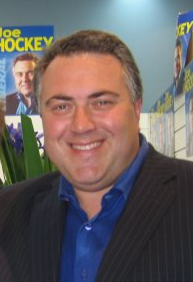
Joe Hockey

Joseph Benedict „Joe“ Hockey (* 2. August 1965 in North Sydney, New South Wales) ist ein australischer Politiker. 

## Leben
Hockey war vom 18. September 2013 bis zum 21. September 2015 Finanzminister Australiens. Seit dem 29. Januar 2016 ist er als Nachfolger von Kim Beazley Botschafter Australiens in den Vereinigten Staaten.